# Nueva Tribuna
Nueva Tribuna es un Diario Digital de España de información general, fundado en Madrid el 1 de mayo de 2008, el Día Internacional del Trabajador, que se escribe en español.
El equipo de Nueva Tribuna tiene como directora a la periodista Isabel García Caballero, la cual fue una de las fundadoras del diario en 2008.
Nueva Tribuna aborda temáticas como la actualidad política tanto española como internacional, el feminismo, la perspectiva de género, el republicanismo español, el franquismo, la historia del Comunismo y el Anarquismo, la masonería, la historia de España en general, la historia universal, el Movimiento obrero, el deporte histórico, etc.
Nueva Tribuna mantiene un nexo de colaboración empresarial con el diario Público, el cual comparte sus contenidos en un apartado de su web oficial y en sus redes sociales.
El contenido informativo de Nueva Tribuna se publica bajo una licencia libre (CC BY-ND 4.0) y su reconocimiento como medio alternativo lo avalan sus suscriptores y sus miles de lecturas diarias, así como la colaboración establecida con el diario Público.
A inicios de 2023, Nueva Tribuna cumplió 15 años de vida, siendo el medio de comunicación digital de más larga trayectoria entre los que mantienen un vínculo con el diario Público.

## Colaboradores

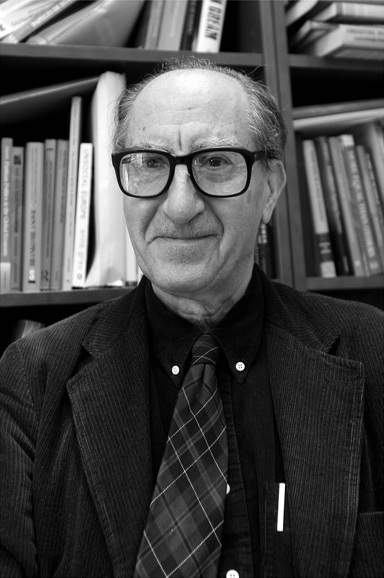
Vicenç Navarro

En el órgano de gobierno de Nueva Tribuna, destacan Isabel García Caballero, actual directora, Edmundo Fayanás, Juan Antonio Sacaluga, ganador del Premio Internacional de Periodismo Rey de España en 2007 por su programa En Portada de RTVE, o Marciano Sánchez Bayle, histórico militante de la Acción Comunista, formación política próxima al comunismo de consejos del teórico marxista Anton Pannekoek.
Entre los colaboradores de Nueva Tribuna, destacan los citados y Rafael Simancas, histórico dirigente del PSOE, Fernando Olmeda, Vicenç Navarro, Gabe Abrahams, José Luis Martín Palacín, entre otros.